# Ann-Louise Hanson

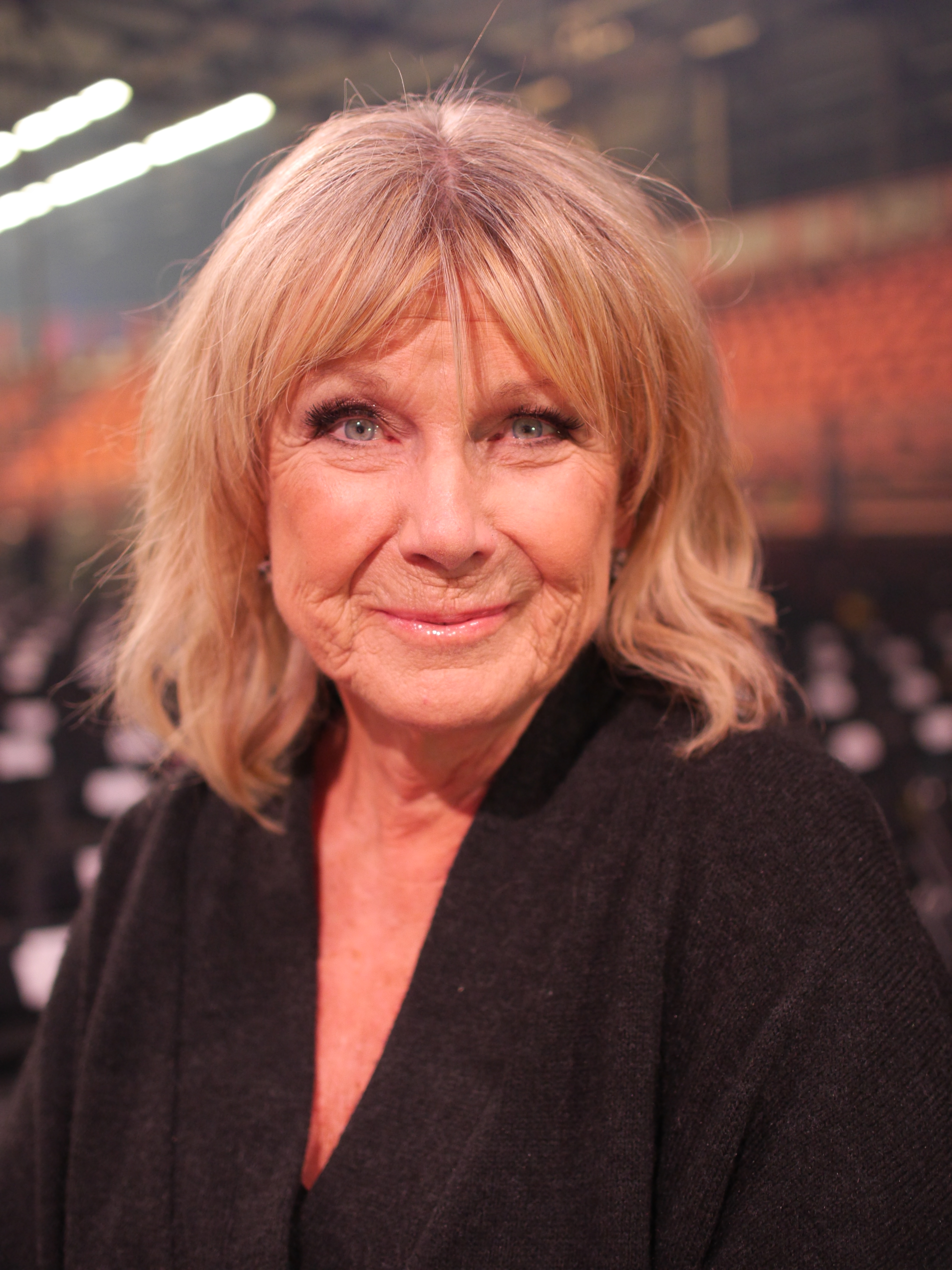
Ann-Louise Hanson (2019)

Ann-Louise Hanson (* 4. April 1944 in Kristianstad) ist eine schwedische Schlagersängerin.

## Leben
Ann-Louise Hanson ist die Tochter eines Lagerarbeiters aus Südschweden und kam durch die Teilnahme an einem Amateurwettbewerb zur Musik. Sie war in den 1960er- und 1970er-Jahren auch in Deutschland populär und nahm produziert von Klaus Lorenzen an den Deutschen Schlager-Festspielen 1962 und 1963 teil. Sie belegte dabei den achten beziehungsweise neunten Platz.
Insgesamt vierzehn Mal nahm sie am Melodifestivalen – dem schwedischen Vorentscheid zum Eurovision Song Contest – teil, konnte sich jedoch nie durchsetzen. Ihre Single Tag emot en utsträckt hand konnte sich 1972 fünf Wochen an der Spitze der norwegischen Charts halten. Zusammen mit John Mealing nahm sie die schwedische Fassung von Freddy Quinns Junge, komm’ bald wieder (En dag ska jag komma tillbaka till dej) auf.

## Deutschsprachige Singles (Auswahl)
- 1962: Ein Schiff fuhr nach Santiago de Chile / Sehnsucht laß mich los
- 1962: Au revoir, auf Wiedersehn / Sing’ kleiner Vogel
- 1963: Wenn wir zwei uns wiedersehn / Das Glück kommt vom Treusein, my Darling
- 1963: So schön war noch nie eine Party / Jeden Tag ein bißchen mehr (mit Rainer Bertram)
- 1963: Es braucht ja nicht Hawaii zu sein (Honeymoon and Moonlight) / Seite an Seite (mit Rainer Bertram)
- 1963: Die Nacht von Lissabon / Addio
- 1963: Alles Gute wünsch’ ich Dir / Mario, Mario
- 1964: Rosen blühen überall / Es war so schön in Portugal
- 1964: Bingel-Bangel-Boy / Sag’ nur Auf Wiederseh’n
- 1965: Du und Ich / Manhattan Moon (A Summer Song) (mit Boris)
- 1966: Nur einen Augenblick / Rosa Rio
- 1969: Eine Rose aus Papier / Weil ich dich liebe
- 1969: Zwischen Kopenhagen und Trinidad / Die Mädchen aus Schweden
- 1976: Masquerade
- 1979: Du hast vielleicht Nerven, lieber Joe / Du willst wie alle nur das Eine
- 1981: Hallo Nachbar (Mr. Sandman) / Champagner für Johnny (Don’t darken my doorstep)
- 1982: Manchmal bist du zu beneiden / Was man Liebe nennt